# Kilowatt
| Grotere/kleinere eenheden | Grotere/kleinere eenheden | Grotere/kleinere eenheden |
| factor                    | naam                      | symbool                   |
| ------------------------- | ------------------------- | ------------------------- |
| 10−6                      | microwatt                 | μW                        |
| 10−3                      | milliwatt                 | mW                        |
| 1                         | watt                      | W                         |
| 103                       | kilowatt                  | kW                        |
| 106                       | megawatt                  | MW                        |
| 109                       | gigawatt                  | GW                        |
| 1012                      | terawatt                  | TW                        |
| 1015                      | petawatt                  | PW                        |

Eén kilowatt (symbool kW) is 1000 watt. 
De kilowatt is een praktische eenheid van vermogen, om mee te rekenen bij het ontwerpen en bouwen van machines en bij het meten van het elektriciteitsgebruik van een woning of klein bedrijf.